# Theranostics (Zeitschrift)
Theranostics ist eine wissenschaftliche Fachzeitschrift im Open-Access-Format, die vom Ivspring International-Verlag veröffentlicht wird. Die Zeitschrift erscheint derzeit zwölfmal im Jahr. Es werden Arbeiten veröffentlicht, die sich mit den diagnostischen und therapeutischen Ansätzen in der molekularen und Nanomedizin beschäftigen.
Der Impact Factor liegt nach dem Journal Citation Reports im Jahr 2020 bei 11.556. Nach der Statistik des ISI Web of Knowledge wird das Journal mit diesem Impact Factor in der Kategorie experimentelle und forschende Medizin an zehnter Stelle von 123 Zeitschriften geführt.